# Xanca de Cundinamarca
La xanca de Cundinamarca (Grallaria kaestneri) és una espècie d'ocell de la família dels gral·làrids (Grallariidae).

## Hàbitat i distribució
Habita el sotabosc de la selva pluvial dels Andes del centre de Colòmbia.